# Charles Read
Pour les articles homonymes, voir Read.
Charles Read, né le 22 janvier 1819 à Paris et mort le 19 décembre 1898 à Paris 5e, est un haut fonctionnaire français, un érudit et un historien du protestantisme. Il a participé à la fondation de la Société de l'histoire du protestantisme français, du musée Carnavalet et du journal L'Intermédiaire des chercheurs et curieux.

## Biographie
Après avoir terminé ses études classiques au collège Louis-le-Grand, Read, dont le père était écossais, suivit les cours de la Faculté de droit de Paris, fut reçu avocat et se fit inscrire au barreau en 1841. Il entra dans la magistrature en 1843 comme substitut à Montélimar, devint, en 1845, substitut à Montargis ; puis, en 1848, sous-préfet à Blaye et à Villeneuve-d’Agen. En 1849, il entra au ministère de l’Instruction publique et des cultes, comme chef du service des cultes non catholiques. Accusé par le ministre de l’Instruction publique Gustave Rouland de prendre le parti des protestants avant de défendre l’État, il quittera cette fonction en 1857.
Passé à la préfecture de la Seine comme directeur du service des contentieux en 1857, il fut appelé, en 1865, à la direction des travaux historiques et des archives, position qu’il occupait encore en 1871, lors des incendies qui anéantirent tous les services qu’il dirigeait. Il quitta la vie publique en 1871.
Il a pris une grande part à la restauration de l’hôtel Carnavalet et à la formation du musée municipal destiné à mettre à l’abri les documents relatifs à l’histoire de Paris, qui devait y être installé. Très attaché aux principes de la foi réformée, il a été le président-fondateur de la Société de l'histoire du protestantisme français en 1852 et était membre de la Société nationale des Antiquaires de France. Outre ses travaux dans le Bulletin de cette Société, qu’il a rédigé de 1852 à 1865, sa collaboration à l'Histoire générale de Paris, à la France protestante, aux Dictionnaires d'administration et de la politique, ses articles dans L’Intermédiaire des chercheurs et curieux feuille spéciale qu’il a fondée et dont il a été le premier directeur depuis 1864, sous le pseudonyme anagrammatique de « Carle de Rash ». Il a également écrit sous les noms de plume de « A.-J. de Marnay » et de « C. R ».
Il est le père du poète Henri-Charles Read.

## Publications

### Comme auteur
- Note de statistique sur les cultes non catholiques reconnus en France, 1851 ;
- L'Amiral Coligny, 1853 ;
- Bossuet dévoilé par un prêtre de son diocèse, 1864 ;
- Vercingétorix, pièce dramatique et lyrique, 1869 ;
- Les 95 thèses de Luther contre les indulgences, 1870 ;
- La Satyre Ménippée, 1876.
- Salomon de Brosse, architecte de Henri IV et de Marie de Médicis, Fischbacher, Paris, 1881 lire en ligne sur Gallica

### Comme éditeur
- Henri IV et le ministre Daniel Chamier, 1854.
- Daniel Chamier. Journal de son voyage à la cour de Henri IV en 1607 et sa biographie, [1858], rééd. Genève, Slatkine, 1971, 480 p.
- Pierre-Ignace Jaunez-Sponville, Le Ruvarebohni, Paris : G. Fischbacher, 1881, 2 vol.
- Mémoires de Dumont de Bostagnet, avec François Waddington, Paris, Michel Lévy frères, 1864.
- Agrippa d'Aubigné, Les Tragiques, 1872
- Agrippa d'Aubigné, L'Enfer, 1873.
- Agrippa d'Aubigné, Le Printemps, 1874.
- François Hotman, Le tigre de 1560, Paris, 1875, rééd. Genève, Slatkine, 1970.

## Distinctions
- 1852 : membre fondateur de la Société de l'histoire du protestantisme français[5]
- 1867 : membre résidant de Société nationale des antiquaires de France[5]
- 1886-1889 : membre du comité de la Société des amis des monuments parisiens[5]
- Chevalier de l'ordre national de la Légion d'honneur[6].